# 坎頓鎮區 (堪薩斯州麥克弗森縣)
坎頓鎮區（英語：Canton Township）為美國堪薩斯州麥克弗森縣轄下的鎮區。2010年美国人口普查中此鎮區人口有989人。

## 地理
坎頓鎮區涵蓋總面積為93.0平方（35.90平方英里），其中陸地面積為92.9平方（35.86平方英里），水域面積為0.10平方（0.04平方英里）或0.11%。

## 人口統計
根據2010年美國人口普查，坎頓鎮區人口有989人，其中男性有483人，女性有506人，人口密度為每平方公里10.64人，住房計433戶。鎮區內的白人有966人，非裔美國人有3人，美洲原住民有1人，亞裔美國人有1人，太平洋島裔美國人有2人，其他種族有2人，混血種族則有14人。此外鎮區內有19人為西班牙裔或拉丁裔美國人。此鎮區之年齡中位數為39.0歲，而男性年齡中位數為39.7歲，女性年齡中位數為38.0歲。

## 交通

### 主要公路
- 56號美國國道